# Musique autrichienne
 (décembre 2024).
 (décembre 2024).
Si vous disposez d'ouvrages ou d'articles de référence ou si vous connaissez des sites web de qualité traitant du thème abordé ici, merci de compléter l'article en donnant les références utiles à sa vérifiabilité et en les liant à la section « Notes et références ».
La musique autrichienne est celle pratiquée au sein de l'Autriche, dont les frontières sont très variables au fil de l'histoire. Malgré l'exiguïté de son territoire, l'Autriche laisse une forte empreinte dans l'histoire de la musique, notamment du temps du Saint-Empire romain germanique, de l'empire d'Autriche et de l'Autriche-Hongrie. Elle a naturellement des liens très forts avec ses voisines germanophones, les musiques allemande et suisse, mais aussi avec la musique hongroise ou slovène. Vienne semble avoir été, bien plus que Salzbourg, le pôle d'attraction de bien des musiciens et le lieu de bien des créations musicales, en rivalité avec Berlin ou Munich.
En marge de son important patrimoine classique, l'Autriche fait aussi partie des pays couverts par la musique pastorale alpine. Des régions comme le Tyrol ou la Styrie ont ainsi su conserver un folklore très riche.

## Musique classique

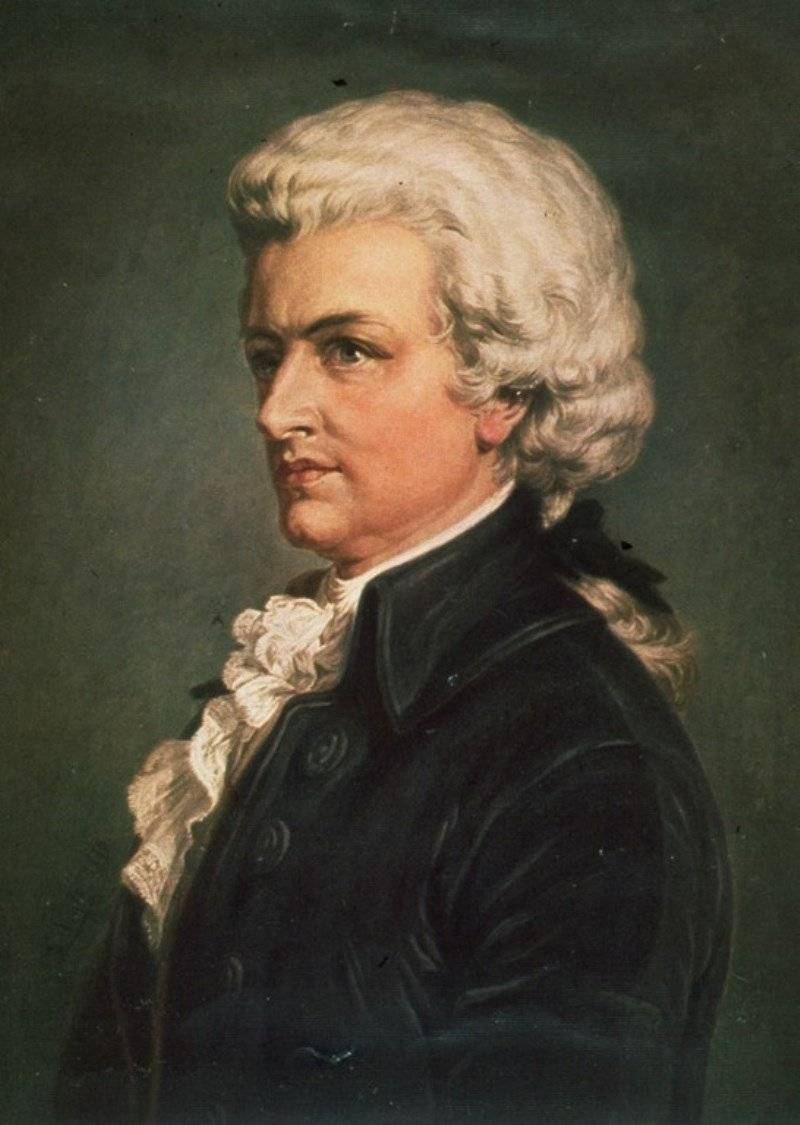
Mozart.

La musique vocale profane fait de timides débuts à la période de la musique médiévale avec le Minnesang, art courtois dont Oswald von Wolkenstein est le digne représentant auprès des cours d'Europe orientale.

### Période baroque
Il faut attendre la musique baroque avec Heinrich Ignaz Franz Biber et surtout la première école de Vienne pour voir le véritable éveil de la musique classique en Autriche.
- Johann Georg Reinhardt
- Johann Joseph Fux
- Florian Leopold Gassmann
- Pietro Metastasio (métastase est né à Rome)
- Gottlieb Muffat
- Antonio Vivaldi (invité à Vienne, le Vénitien Vivaldi y meurt en 1741)

### Période classique

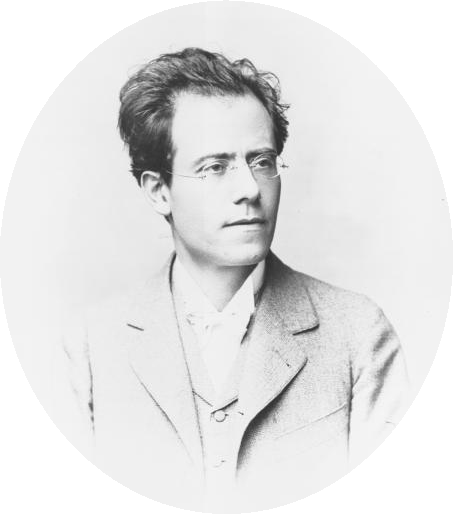
Mahler.

C'est avec les nouvelles formes de compositions mises en place par Joseph Haydn, que les cercles viennois initient le « classique ». À la rigueur mathématique du baroque succède une musique plus vivante, aux mélodies prononcées, plus à même de divertir. La symphonie et la musique de chambre (pour piano notamment) prennent un essor majeur. Plusieurs des compositeurs qui s'y sont illustrés ne sont pas Viennois ou « Autrichiens » d'origine, mais se sont installés plus moins durablement dans la ville.
- Ludwig van Beethoven (Beethoven est né à Bonn, mais il a produit la plus grande partie de son œuvre à Vienne)
- Carl Czerny
- Anton Diabelli
- Karl Ditters von Dittersdorf
- Christoph Willibald Gluck (Gluck est cependant né en Bavière)
- Joseph Haydn
- Michael Haydn
- Franz Xaver Wolfgang Mozart
- Leopold Mozart
- Wolfgang Amadeus Mozart
- Sigismond von Neukomm
- Ignace Joseph Pleyel
- Franz Schubert
- Antonio Salieri (Salieri achève sa carrière de musicien (et sa vie) à Vienne.)
- Franz Xaver Süßmayr

### Musique romantique
Après le foisonnement de compositeurs importants au début du siècle, la période Biedermeier ouvre la voie à une musique plus « facile ». Joseph Lanner, Johann Strauss père et fils ou Hugo Wolf enrichissent le répertoire de leurs  compositions : des Lieder, des valses ou des opérettes pour l'essentiel.
Isolé et méconnu malgré une œuvre dense et abondante, Anton Bruckner offre au romantisme autrichien des symphonies majeures, mais il est déjà, de par ses audaces tonales, proche des modernes à qui il ouvre la voie.

### Musique contemporaine

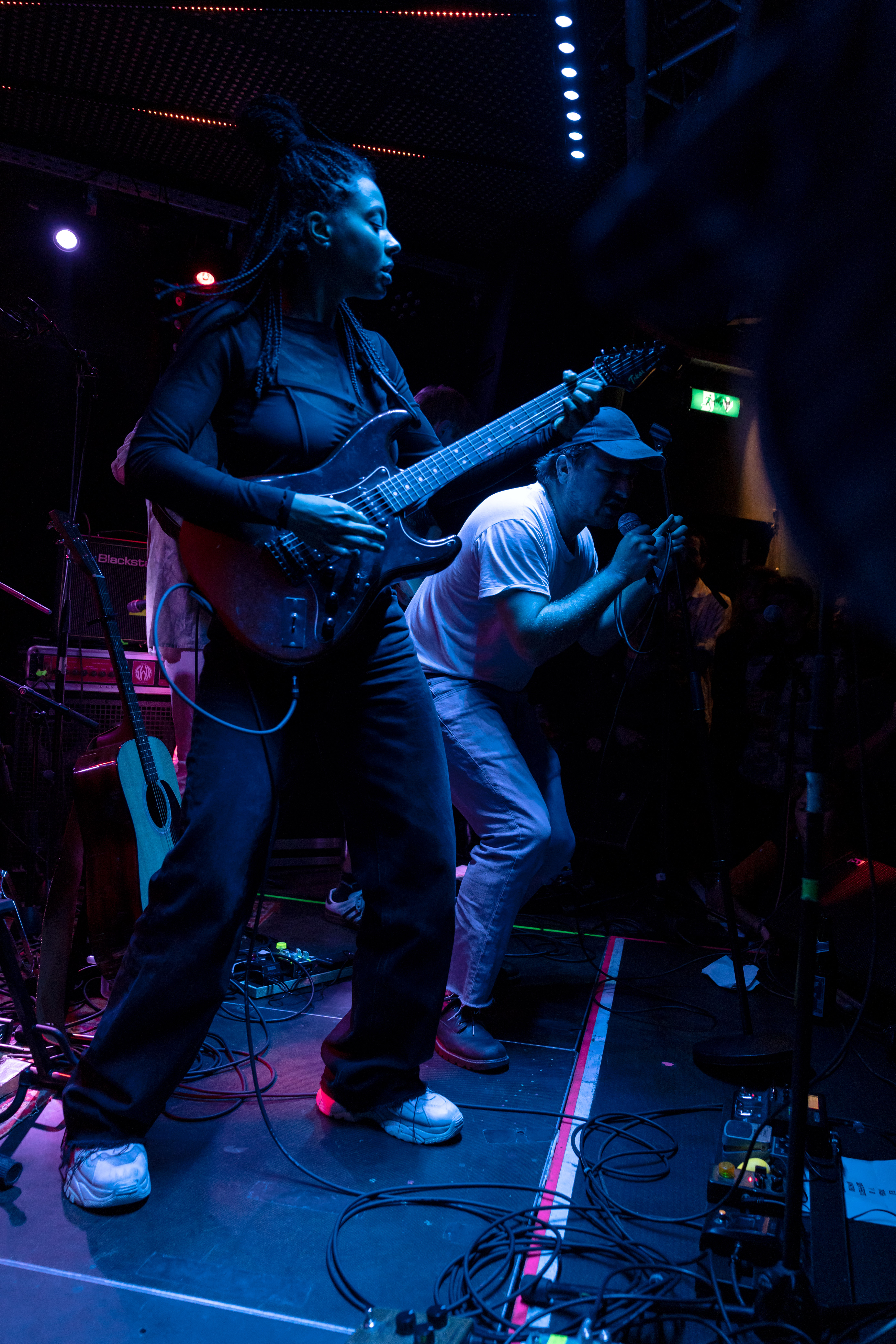
Nenda Neururer, musicienne de rap autrichienne, accompagnée par Gilewicz, en concert à Vienne, août 2023.

Comme à la fin du siècle précédent, une révolution musicale se prépare avec la seconde école de Vienne qui clôture des siècles de musique tonale. Gustav Mahler en est l'ultime représentant avec ses symphonies extrêmes. Il invite le folklore d'Europe centrale au cœur de son œuvre qui renvoie ainsi des accents grinçants entre deux mélopées. On sent chez lui dans son hésitation et son balancement entre des formes magistrales et d'autres plus minimalistes, les prémices des créations atonales aux dimensions réduites. C'est Arnold Schönberg qui devait donner le coup de grâce à la musique passée en inventant le dodécaphonisme, soit une musique « hasardeuse » n'étant plus ni mathématique ni dramatique. Quelques compositeurs incluent Alban Berg, Erich Wolfgang Korngold, Gustav Mahler, Franz Schmidt, Arnold Schönberg, Franz Schreker, Anton Webern, et Alexander von Zemlinsky.
Il faut attendre le XXe siècle pour voir à nouveau les compositeurs autrichiens s'intéresser à l'opéra, abandonné depuis Mozart. Toutefois, malgré l'abondance des œuvres, peut-être parce qu'elles ont encore des traces tonales, la renommée n'a guère touché les compositeurs contemporains.

## Musiciens
L'Autriche a non seulement un passé riche de compositeurs de renom, mais elle a abrité aussi des orchestres et des chefs d'orchestre illustres tels Herbert von Karajan, Karl Böhm, Erich Kleiber, Bruno Walter, Nikolaus Harnoncourt ou René Clemencic.

## Musique traditionnelle
La musique folklorique (Volksmusik, « musique populaire »). On la retrouve tout autant dans les milieux campagnards qu'urbains.
- Schrammel : la schrammelmusik est née dans les bas quartiers de Vienne à la fin du XIXe siècle, lors de réunions d'immigrés hongrois, slovènes, tchèques, et d'Autrichiens. Les frères Joann et Josef Schrammel inventèrent une nouvelle guitare (Contraguitar) et un nouveau concept de musique populaire en fondant un petit quartet avec guitare, violon et clarinette (et accordéon), et en y interprétant des valses.
- Gstanzl : il s'agit de courts chants satiriques réservés aux hommes et parfois dansés sur des ländler.
- Anklopfelweise : c'est un chant de quête de l'Avent.

### Musique tyrolienne
Le Tyrol est une région alpine où l'activité paysanne est encore importante. Nombre de traditions y sont préservées. On trouve essentiellement deux types de musique : musique vocale d'alpage et musique instrumentale.
La musique vocale d'alpage inclut les weihnachtslieder (« chants de noël »), les almlieder (« chants de pâturage »),, les liebeslieder (« chants d'amour »), les vierzeiler (« quatrains »), et les  Yodel (tyrolienne). La musique instrumentale : à danser ou tanzlmusik, incluant boarischer et ländler en plus des valses ou mazurkas ; elle est jouée sur des cuivres, d'où le nom aussi de blossmusik, à écouter (ou stubenmusik), initiée par Tobi Reiser comme un prolongement folk de la musique de chambre.

### Musique styrienne
- Blossmusik

## Instruments traditionnels

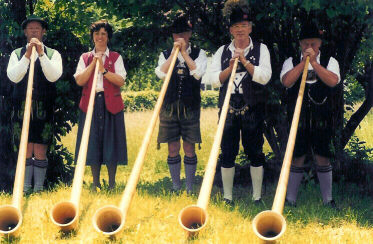
Alphorn
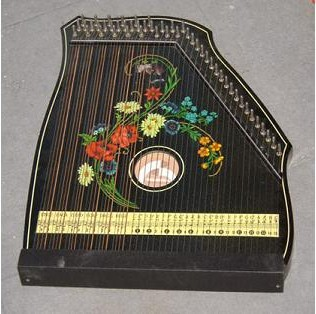
Zither
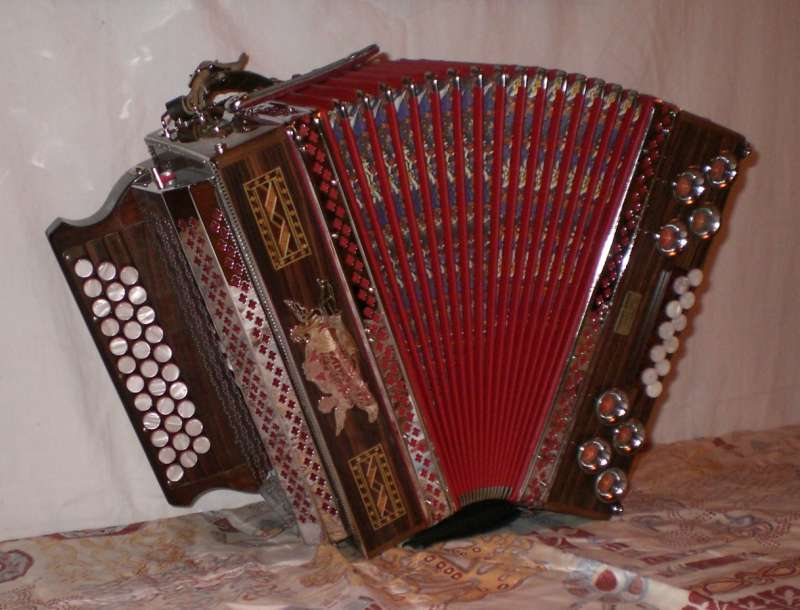
Steirische Harmonika

## Musique contemporaine
- Blues autrichien (de)
- Hip-hop autrichien
- Austropop
- Schlager : musique populaire par excellence, musique de variété à géométrie variable (parfois proche de la tradition, parfois du rock)
- Groupes autrichiens de rock
- Groupes autrichiens de punk rock
- Groupes autrichien de hard rock
- Rappeurs autrichiens